# Scolitantides sylphis
Scolitantides sylphis är en fjärilsart som beskrevs av Max Wilhelm Karl Draudt 1921. Scolitantides sylphis ingår i släktet Scolitantides och familjen juvelvingar. Inga underarter finns listade.